# Delphinium cyphoplectrum
Delphinium cyphoplectrum är en ranunkelväxtart. Delphinium cyphoplectrum ingår i släktet storriddarsporrar, och familjen ranunkelväxter.

## Underarter
Arten delas in i följande underarter:
- D. c. cyphoplectrum
- D. c. pallidiflorum
- D. c. stenophyllum
- D. c. vanense